# Аркус косинус
Аркус косинус је функција инверзна косинусној функцији на интервалу [0,π] њеног домена. Користи се за одређивање величине угла у овом опсегу када је позната вредност његовог косинуса.

## Формуле
Следе неке од формула које се везују за аркус косинус:
{\displaystyle \arccos {-x}={\frac {\pi }{2}}-\arcsin {x}} (правило комплементарних углова)
{\displaystyle \arccos {-x}=\pi -\arccos {x}}
{\displaystyle \arccos x=\arcsin {\sqrt {1-x^{2}}},} ако {\displaystyle \ 0\leq x\leq 1}
{\displaystyle \arccos {\frac {1}{x}}=arcsec{x}}
Преко формуле за половину угла се добија и:
{\displaystyle \arccos x=2arctg{\frac {\sqrt {1-x^{2}}}{1+x}},} ако {\displaystyle -1<x\leq +1}
Извод:
{\displaystyle {\frac {d}{dx}}\arccos x{}={\frac {-1}{\sqrt {1-x^{2}}}};\qquad |x|<1}
Представљање у форми интеграла:
{\displaystyle \arccos x{}=\int _{x}^{1}{\frac {1}{\sqrt {1-z^{2}}}}\,dz,\qquad |x|\leq 1}
Представљање у форми бесконачне суме:
{\displaystyle {\begin{aligned}\arccos z&{}={\frac {\pi }{2}}-\arcsin z\\&{}={\frac {\pi }{2}}-(z+\left({\frac {1}{2}}\right){\frac {z^{3}}{3}}+\left({\frac {1\cdot 3}{2\cdot 4}}\right){\frac {z^{5}}{5}}+\left({\frac {1\cdot 3\cdot 5}{2\cdot 4\cdot 6}}\right){\frac {z^{7}}{7}}+\cdots )\\&{}={\frac {\pi }{2}}-\sum _{n=0}^{\infty }\left({\frac {(2n)!}{2^{2n}(n!)^{2}}}\right){\frac {z^{2n+1}}{(2n+1)}};\qquad |z|\leq 1\end{aligned}}}